# レーザドップラー流速計
レーザドップラー流速計（レーザドップラーりゅうそくけい、英語：laser Doppler velocimeter または laser Doppler anemometer、略称：LDV、LDA）は、非接触式の流速計の一種。局所速度を測ることができ、流れ場に散乱体となるものが必要であるが、計測器が直接流れを乱すことがなく、周波数特性に優れていることなどが特長。また、他の流速計では計測が困難な超低流速にも使用できる。

## 概要
レーザー光の非常にコヒーレンスが高い特性を活かして、ハーフミラーとミラーにより光路差を与えた2本のレーザー光を干渉させて、干渉縞を通過するトレーサ粒子からの散乱光を受光することによって計測する。
動いているトレーサによる散乱光はドップラー効果により入射光に対して周波数変位を持つ。その変位はトレーサの速度に比例し、トレーサの屈折率や大きさには依存しない。この原理を利用し、散乱光の周波数を測定することでトレーサの（すなわち流れ場の）速度を得ることができる。
観測領域には2本のレーザー光の干渉により光強度が強い・弱いという縞（干渉縞）が発生し、この縞を垂直にトレーサ粒子が横切る時、散乱光の強度は強い・弱いを繰り返すことになる。この強い・弱いの繰り返しを散乱光のビート信号という。実際には1粒子からの散乱光だけでなく、多くの粒子からの散乱光が検出器（例えばSiフォトダイオード検出器）に入ることになるが、この散乱光をフーリエ変換することにより、ビート信号の周波数をうまく抽出することができ、それによって速度を得る。なお、測定間隔や測定時間等は任意に設定することが可能である。
トレーサ粒子が干渉縞を垂直に横切ることを前提としているため、例えばトレーサ粒子が斜めに移動したり、干渉縞に平行に移動したような場合、流速が小さく見積もられることもあるので要注意である。特に、この方法は局所流速を求める方法であるので、局所的な流れ方向が把握できないケースでは、正確な数字が得られない恐れがある。